# Rose Leslie
Pour les articles homonymes, voir Leslie.
Rose Leslie [ɹəʊz ˈlɛzli], née le 9 février 1987 à Aberdeen en Écosse, est une actrice britannique.
Révélée grâce au rôle de la femme de chambre Gwen Dawson dans la série télévisée Downton Abbey, elle devient mondialement connue en incarnant la sauvageonne Ygritte dans la série Game of Thrones. Si elle joue le rôle de l'avocate Maia Rindell dans les trois premières saisons de la série The Good Fight, elle reste affiliée à ses origines écossaises, apparaissant notamment dans deux séries policières de la BBC : Luther en 2015 et Vigil en 2021.

## Biographie

### Jeunesse et formation
Rose Eleanor Arbuthnot-Leslie grandit au château de Lickleyhead dans le comté d'Aberdeenshire, qui est dans sa famille depuis le XVe siècle. Son père est Sebastian Arbuthnot-Leslie, le chef du clan Leslie d'Aberdeenshire et sa mère est Candida Mary Sibyl « Candy » Leslie (née Weld), arrière-petite-fille de Simon Fraser, 13e Lord Lovat (un descendant de Charles II d'Angleterre).
Ses parents possèdent un château du XIIe siècle dans l'Aberdeenshire : Warthill Castle. Son arrière-arrière-grand-père était Guillermo de Landa y Escandón, qui a été maire de Mexico. Elle est aussi cousine par alliance avec l'historien britannique William Dalrymple.
Elle a quatre frères et sœurs.
Elle va à l'école primaire de Rayne North dans l'Aberdeenshire, puis à la Millfield School in Street, à Somerset. Après avoir fréquenté Millfield (en), elle étudie, de 2005 à 2008, à la London Academy of Music and Dramatic Art, où elle obtient un diplôme de Bachelor of Arts.

### Carrière

#### Débuts et révélation télévisuelle

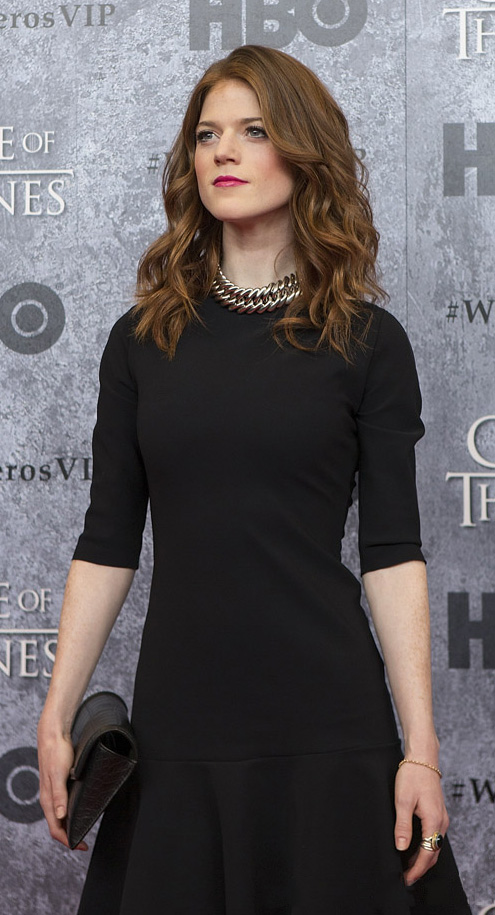
L'actrice pour le lancement de la saison 3 de Game of Thrones, en mars 2013.

Elle commence sa carrière à la télévision en 2009 dans le téléfilm New Town, pour lequel elle remporte le Scottish BAFTA dans la catégorie meilleure relève,. En septembre et octobre 2010, elle joue dans la pièce Bedlam de Nell Leyshon (en) présentée au Globe Theatre,.
En 2010, elle tient le rôle de Gwen, une femme de chambre, dans la série télévisée Downton Abbey. Mais c'est en 2012 qu'elle accède à une reconnaissance internationale, en prêtant ses traits à la sauvageonne Ygritte dans quatre épisodes de la seconde saison de la série télévisée mondialement suivie Game of Thrones.
La saison suivante, elle apparait dans 8 des 10 épisodes de la saison 3, diffusés en 2013. Elle signe pour 5 épisodes de la saison 4, tout en tentant de percer au cinéma. En 2014, elle est la tête d'affiche du thriller Honeymoon et donne la réplique à la star du cinéma d'action Vin Diesel pour la production Le Dernier Chasseur de sorcières.
Elle ne délaisse pas pour autant la télévision britannique : la même année, elle participe au premier épisode de la seconde saison de la série thriller Utopia ; elle fait partie de la distribution principale de la mini-série historique The Great Fire ; et en 2015, elle incarne la DS Emma Lane dans la courte quatrième saison de la série policière Luther, portée par Idris Elba.
En 2016, elle défend deux longs-métrages : la comédie dramatique anglaise Sticky Notes, puis le thriller de science-fiction Morgane. Mais surtout, elle est l'une des trois têtes d'affiche de la nouvelle série judiciaire évènement The Good Fight, série dérivée de The Good Wife. Elle y joue la jeune Maia Rindell, la filleule de Diane Lockhart, incarnée par Christine Baranski. Toutes deux sont désormais collègues de Luca Quinn, jouée par Cush Jumbo.

### Vie privée
Elle est en couple depuis 2012 avec l'acteur Kit Harington qui incarne Jon Snow dans la série Game of Thrones. Ils se sont fiancés en septembre 2017.
Ils se sont mariés le 23 juin 2018 à Aberdeen en Écosse dans le château familial de son père, interrompant ainsi le tournage de la saison 8 de Game of Thrones pour permettre à un grand nombre d'acteurs de la série d'assister aux noces.
Le 26 septembre 2020, elle annonce qu’elle attend son premier enfant avec son mari Kit Harington. En février 2021, ils accueillent un garçon, puis une petite fille en juillet 2023.

## Filmographie

### Cinéma
- 2012 : Now is Good d'Ol Parker : Fiona
- 2014 : Honeymoon de Leigh Janiak : Bea
- 2015 : Le Dernier Chasseur de sorcières (The Last Witch Hunter) de Breck Eisner : Chloe
- 2016 : Morgane (Morgan) de Luke Scott : Dr Amy Menser
- 2016 : Sticky Notes d'Amanda Sharp : Athena
- 2022 : Mort sur le Nil (Death on the Nile) de Kenneth Branagh : Louise Bourget

### Télévision

#### Séries télévisées
- 2008 : Voyage au bout de l'enfer (Banged Up Abroad) : Kim
- 2010 : Downton Abbey : Gwen Dawson
- 2011 : Jackson Brodie, détective privé (Case Histories) : Laura Wyre
- 2012 : Les Enquêtes de Vera (Vera) : Lena Holgate
- 2012 - 2014 : Game of Thrones : Ygritte
- 2014 : Utopia : Milner jeune
- 2014 : 1666, Londres en flammes (The Great Fire) : Sarah
- 2014 : Blandings : Niagara Donaldson
- 2015 : Luther : Emma Lane
- 2017 - 2019 : The Good Fight : Maia Rindell
- 2021 : Vigil : DS Kirsten Longacre
- 2022 : The Time Traveler's Wife : Clare Abshire
- 2023 : Vigil saison 2 : DI Kirsten Longacre

#### Téléfilm
- 2009 : New Town : Rhian

### Jeux vidéo
- 2017 : ECHO : En (voix originale)

## Voix francophones
En version française, Rose Leslie est dans un premier temps doublée par Jessica Monceau dans Downton Abbey. Par la suite, Karine Foviau devient sa voix régulière à partir de Game of Thrones et la retrouve notamment dans Le Dernier Chasseur de sorcières, Morgane, The Good Fight et Mort sur le Nil. En parallèle, elle est doublée par les actrices suivantes : Laetitia Liénart dans Utopia, Marie Tirmont dans Luther et Zina Khakhoulia dans Vigil.